# Osieki (powiat gryficki)
Osieki – dawna gajówka w północno-zachodniej Polsce, położona w województwie zachodniopomorskim, w powiecie gryfickim, w gminie Trzebiatów.
Gajówka Osieki leżała w Lesie Trzebiatowskim, przy wschodniej granicy miasta Trzebiatów, ok. 150 m na wschód od Sekwanki i ok. 0,6 km na wschód od leśniczówki Warcisław. 
Nazwę Osieki wprowadzono urzędowo w 1948 roku, zastępując poprzednią niemiecką nazwę leśniczówki - Jungfernholz.
Nazwa z nadanym identyfikatorem SIMC występuje w zestawieniach archiwalnych TERYT z 1999 roku.
W czerwcu 2005 roku Rada Miejska w Trzebiatowie postanowiła zwrócić się do MSWiA o zniesienie z urzędowego wykazu nazw miejscowości gajówki Osieki. W 2007 roku miejscowość Osieki włączono do odległego o 2,6 km Paliczyna poprzez zmianę nazwy Osieki na Paliczyno.